# Parti d'unité prolétarienne
Parti d'unité prolétarienne (PUP), česky Strana prolétářské jednoty, byla francouzská levicová politická strana. Vznikla v roce 1930 fúzí Dělnické a rolnické strany (POP) a Komunistické socialistické strany (PSC). Obě formace vznikly odloučením od Francouzské komunistické strany (PCF) a názorově se pohybovaly mezi ní a Francouzskou sekcí dělnické internacionály (SFIO, demokratickými socialisty). PUP udržovala spojení s komunistickými disidentskými stranami Evropy.
Ve volbách do Národního shromáždění 1932 získala pod názvem Dělnická jednota (Unité ouvrière) 9 mandátů.
Ve volbách do Národního shromáždění 1936 byla součástí Lidové fronty a získala 6 mandátů.
Strana zanikla v roce 1937, její členstvo (tzv. pupisté) přešlo k socialistům (SFIO).